# Departamento de Vivienda y Asuntos Comunitarios de Texas

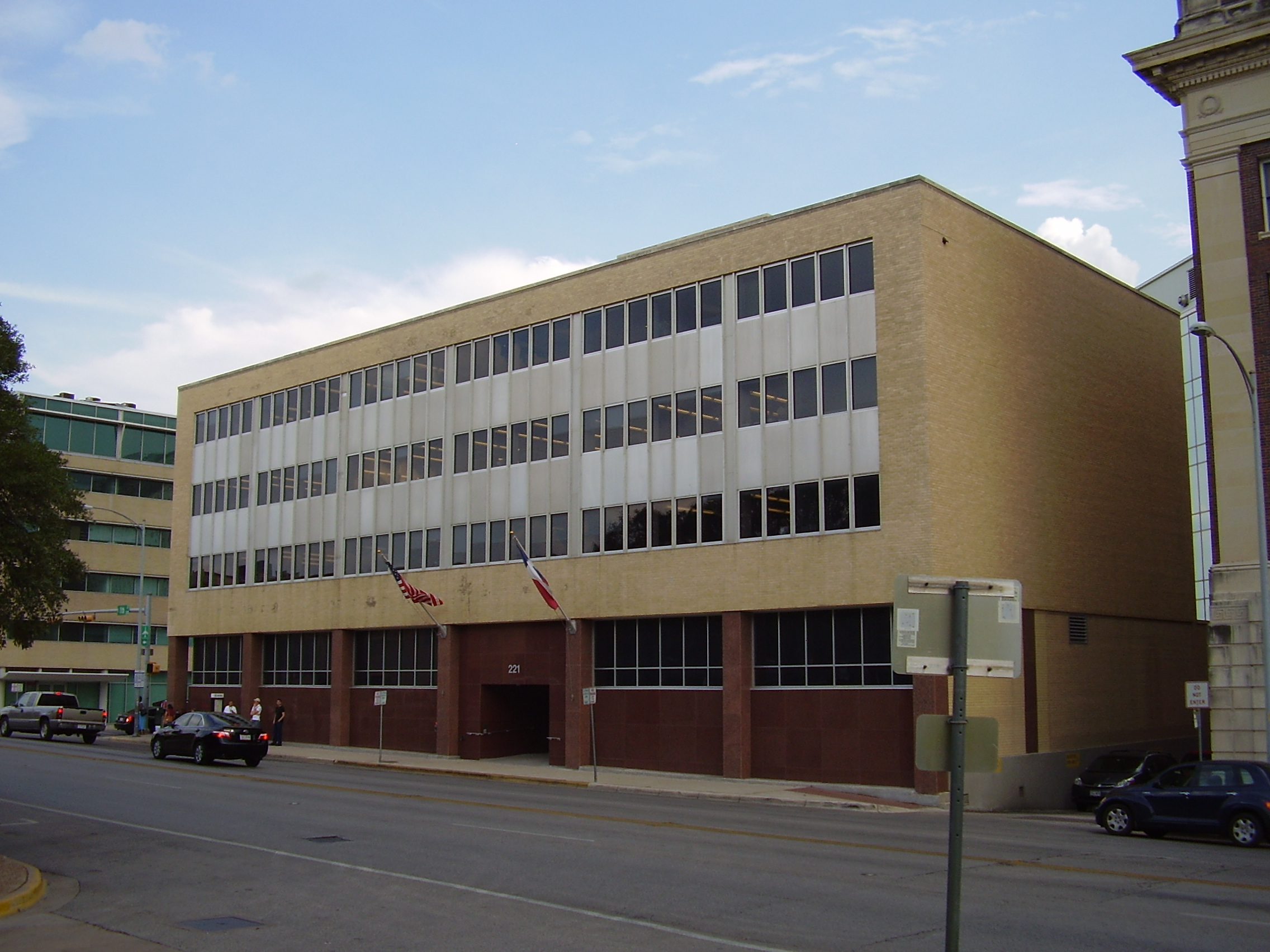
221 East 11th Street tiene la sede del departamento.

Departamento de Vivienda y Asuntos Comunitarios del Estado de Texas (idioma inglés: Texas Department of Housing and Community Affairs, TDHCA) es una agencia de Texas en los Estados Unidos. El departamento ayuda los texanos para comprar casas baratas. El departmaneto ayuda los residentes de las colonias, las comunidades rurales en la Frontera entre Estados Unidos y México.
La comisión tiene su sede en 221 East 11th Street en Austin. El "Governing Board" opera el departamento y tiene seis personas.